# نزاع المنطقة الكورية منزوعة السلاح
كان نزاع المنطقة الكورية منزوعة السلاح، الذي أشار إليه البعض أيضًا باسم الحرب الكورية الثانية، سلسلة من الاشتباكات المسلحة منخفضة المستوى بين قوات كوريا الشمالية وقوات كوريا الجنوبية والولايات المتحدة، والتي حدثت بشكل رئيسي بين عامي 1966 و 1969 في المنطقة الكورية منزوعة السلاح.

## خلفية
دمرت الحرب الكورية كلًا من كوريا الشمالية وكوريا الجنوبية، ورغم أن أيًا من الطرفين لم يتخلّ عن مطالباته بإعادة توحيد كوريا تحت سيطرته، لم يكن أيًا منهما في وضع يسمح له بفرض إعادة التوحيد. في سبتمبر 1956، أوضح رئيس هيئة الأركان المشتركة الأدميرال رادفورد داخل الحكومة الأمريكية أن الجيش ينوي إدخال أسلحة نووية إلى كوريا، ووافق على ذلك مجلس الأمن القومي الأمريكي والرئيس أيزنهاور. ولكن، كانت الفقرة 13 (د) من اتفاقية الهدنة الكورية تنص على أنه لا يمكن للطرفين إدخال أنواع جديدة من الأسلحة إلى كوريا، وهذا يعني منع إدخال الأسلحة النووية والصواريخ. قررت الولايات المتحدة، رغم مخاوف حلفاء الأمم المتحدة، إلغاء الفقرة 13 (د) من طرف واحد، وخرق اتفاق الهدنة. أبلغت الولايات المتحدة ممثلي كوريا الشمالية في اجتماع للجنة الهدنة العسكرية في 21 يونيو 1957، بأن قيادة الأمم المتحدة لم تعد تعتبر نفسها ملزمة بالفقرة 13 (د) من الهدنة. في يناير 1958، نُشرت صواريخ أونست جون المسلحة نوويًا ومدافع ذرية عيار 280 ملم في كوريا الجنوبية، ثم تبعتها في غضون عام ذخائر الهدم الذرية وصواريخ كروز ماتادور النووية القادرة على الوصول إلى الصين والاتحاد السوفيتي.
نددت كوريا الشمالية بإلغاء الفقرة 13 (د) باعتباره محاولة لتقويض اتفاق الهدنة وتحويل كوريا إلى منطقة حرب ذرية أمريكية. وردت بحفر تحصينات ضخمة تحت الأرض مقاومة للهجوم النووي، ونشر أمامي لقواتها التقليدية. وبذلك، كان استخدام الأسلحة النووية ضدها سيعرض القوات الكورية الجنوبية والأمريكية للخطر أيضًا. في عام 1963، طلبت كوريا الشمالية من الاتحاد السوفيتي المساعدة في تطوير الأسلحة النووية، ولكنه رفض. وبالمثل، رفضت الصين لاحقًا بعد تجاربها النووية طلبات كوريا الشمالية بالمساعدة في تطوير الأسلحة النووية. في كوريا الشمالية، سمح رحيل جيش التحرير الشعبي في أكتوبر 1958 لكيم إيل سونغ بتوطيد قاعدة نفوذه والشروع في حركة تشوليما للزراعة والتصنيع الجماعيين لبناء قاعدة لإعادة توحيد كوريا بالقوة. وظلت كوريا الشمالية تعتمد على الاتحاد السوفيتي في مجال التكنولوجيا وعلى الصين في مجال المساعدة الزراعية.
ظلت كوريا الجنوبية بعد الحرب واحدة من أفقر البلدان في العالم لأكثر من عقد من الزمان. في عام 1960، كان نصيب الفرد من الناتج المحلي الإجمالي 79 دولارًا أمريكيًا، وهو أقل من معظم دول أمريكا اللاتينية وبعض دول إفريقيا جنوب الصحراء. تُبعت ثورة أبريل، التي خلعت الرئيس سينغ مان ري من منصبه في أبريل 1960، بفترة قصيرة من الديمقراطية قبل انقلاب عسكري أدى إلى استيلاء الجنرال بارك تشونغ هي على السلطة في مايو 1961. بدأ النمو الصناعي السريع في أواخر الستينيات، وارتفع نصيب الفرد من الناتج المحلي الإجمالي من 100 دولار في عام 1964 إلى 1000 دولار في عام 1977.
اقترح كيم في 10 ديسمبر 1962، إستراتيجية عسكرية جديدة للجنة المركزية لحزب العمال الكوري، تزيد التركيز على الحرب غير النظامية، والتحريض والدعاية، وتُحقق بنهاية الخطة السبعية الحالية في عام 1967.
وقّع الرئيس بارك في يونيو 1965، معاهدة تطبيع العلاقات مع اليابان، والتي تضمنت دفع التعويضات وتقديم قروض ميسرة من اليابان وأدت إلى زيادة التجارة والاستثمار بين البلدين. في يوليو 1966، وقعت كوريا الجنوبية والولايات المتحدة اتفاقية مركز القوات، لتأسيس علاقة أكثر تكافؤًا بين البلدين. ومع تنامي قوتها الاقتصادية والضمان الأمني للولايات المتحدة، بدا التهديد بغزو تقليدي من الشمال أبعد من ذي قبل. بعد تصعيد حرب فيتنام ونشر القوات القتالية البرية في مارس 1965، أرسلت كوريا الجنوبية فرقة العاصمة واللواء البحري الثاني إلى جنوب فيتنام في سبتمبر 1965، تبعتهما فرقة الحصان الأبيض في سبتمبر 1966. بعد تصعيد حرب فيتنام بنشر القوات القتالية البرية في مارس 1965، أرسلت كوريا الجنوبية فرقة العاصمة واللواء البحري الثاني إلى جنوب فيتنام في سبتمبر 1965، تبعتهما فرقة الحصان الأبيض في سبتمبر 1966.
يمكن أن يُعزى بدء الأعمال العدائية إلى خطاب ألقاه زعيم كوريا الشمالية كيم إيل سونغ في 5 أكتوبر 1966، في مؤتمر حزب العمال الكوري، اعترض فيه على الوضع الراهن لاتفاقية الهدنة لعام 1953. ويبدو أنه أدرك أن تقسيم جهود الجيش الكوري الجنوبي والتصعيد المتزايد لالتزام الولايات المتحدة في فيتنام قد أوجد بيئة يمكن أن تنجح فيها الحرب غير النظامية بطريقة لا يمكن للحرب التقليدية النجاح فيها. اعتقد كيم أنه يمكنه فرض الانقسام بين الولايات المتحدة وكوريا الجنوبية من خلال الاستفزازات المسلّحة التي تستهدف القوّات الأمريكيّة التي، بالإضافة إلى الالتزامات العالمية الأخرى والحروب الصغيرة، ستدفع الولايات المتّحدة لإعادة تقييم أو التخلي عن التزامها تجاه كوريا الجنوبية، ما يسمح لكوريا الشمالية بالتحريض على التمرد في الجنوب والذي من شأنه أن يؤدي إلى الإطاحة بإدارة بارك.
كانت هناك حملات دعائية مستمرة بين الشمال والجنوب، مثل البث بمكبرات الصوت عبر المنطقة منزوعة السلاح لبعضها البعض. واستئناف توزيع المنشورات في كوريا الشمالية، مثل عملية جيلي منذ عام 1964 حتى عام 1968 والتي سلمت بضع مئات الملايين من المنشورات إلى الشمال.

## القوات العسكرية

### كوريا الشمالية
في عام 1966، نشر الجيش الشعبي الكوري (كيه بي إيه) ثماني فرق مشاة على طول  المنطقة منزوعة السلاح، تدعمها ثماني فرق مشاة إضافية، وثلاث فرق مشاة آلية، وفرقة دبابات، ومجموعة من فرق المشاة المنفصلة وألوية وأفواج الدبابات. بلغ إجمالي عدد أفراد القوات المسلحة 386,000 فرد. ورغم أن هذه القوة التقليدية كانت قوية، إلا أنها كانت أصغر من القوات البرية في الجنوب، التي بلغ عددها 585,000 جندي، وكان من غير المحتمل أن يوجه الشمال ضربة قاضية قبل أن تتمكن الولايات المتحدة من نشر قوات إضافية.
كانت ذراع الحرب غير التقليدية الرئيسية هي مكتب الاستطلاع التابع لوزارة الدفاع الخاضع للسيطرة التشغيلية لإدارة الاتصال التابعة لحزب العمال الكوري الذي ضم لواء مشاة الاستطلاع السابع عشر ووحدة جميع الضباط 124 ووحدة الجيش 283. كانت جميع هذه الوحدات عالية التدريب والتلقين، وماهرة في عمليات الهدم وتكتيكات الوحدات الصغيرة، وعملت عادةً في فرق صغيرة مكونة من 2 إلى 12 رجلًا، مسلحين تسليحًا خفيفًا إما برشاشات بّي بّي إس أو بندقية إيه كيه-47. سيطر مكتب الاستطلاع أيضًا على اللواء البرمائي 23، الذي استخدم زوارق تسلل مصنوعة خصيصًا للإبحار على طول الساحل الكوري الجنوبي. وتمكن مكتب الاستطلاع أيضًا من استخدام قوات الجيش الشعبي الكوري التقليدية وقوات البحرية الشعبية الكورية لدعم تسلل وتهريب فرقه.
بالإضافة إلى القوات الهجومية غير النظامية، نشرت كوريا الشمالية أيضًا عدة آلاف من المشغلين - المحرضين لاختيار وتدريب والإشراف على المخبرين والمجندين المسلحين، وحاول آخرون إحداث انشقاقات فردية واستياء في وحدات الجيش الكوري الجنوبي، وتقويض معنويات كل من القوات الخاصة الكورية والأمريكيين بشكل عام.

### الولايات المتحدة وكوريا الجنوبية
كانت الوحدات القتالية البرية الأمريكية الرئيسية في كوريا هي فرقة المشاة الثانية (2 آي دي)، وفرقة المشاة السابعة (7 آي دي)، والفيلق الأول والجيش الثامن. وقفت الفرقة الثانية مع اللواء الثالث الذي يحرس 29.8 كم من المنطقة الكورية منزوعة السلاح، التي تقع أساسًا شمال سيول على جانبي بان مون جوم، مع تسع فرق أخرى تابعة لجيش جمهورية كوريا تحرس الـ 212.8 كم المتبقية من المنطقة منزوعة السلاح. كانت جميع القوات الأمريكية وقوات جيش جمهورية كوريا خاضعة للسيطرة التشغيلية الموحدة لقائد الأمم المتحدة (في كوريا) (الذي كان أيضًا قائد القوات الأمريكية في كوريا)، الجنرال تشارلز إتش. بونيستيل الثالث. كانت فرق الجيش الأمريكي تعاني من نقص حاد في القوى، إذ كان لفيتنام الأولوية في القوى العاملة والمعدات. كانت القوات مجهزة ببنادق من طراز إم 14 بدلاً من طراز إم 16، وكانت الدبابات الوحيدة المتاحة هي دبابات إم 48 إيه 2 سي القديمة التي تعمل بالبنزين، وكان هناك ما مجموعه 12 طائرة مروحية من طراز يو إتش-1 هيوي فقط في كوريا الجنوبية ما أدى إلى تقيد القدرة على مطاردة المتسللين والاشتباك معهم. كان الجنود عمومًا مجندين يخدمون في دورة لمدة 13 شهرًا، بينما فضل الضباط المتمرسون وضباط الصف الخدمة في فيتنام على كوريا. دربت فرق جمهورية كوريا تدريبًا جيدًا وكان لديها دوافع عالية والعديد من الضباط والمحاربين القدامى في الحرب الكورية، ولكن كانت جميع معداتهم تعود إلى تلك الحرب؛ وكانت بنادقهم القياسية ما تزال من نوع إم ون غراند.